# Ruhamolyszerűek
A ruhamolyszerűek (Tineoidea) a  rovarok (Insecta) osztályán belül a lepkék (Lepidoptera) rendjének egyik öregcsaládja. Ide tartoznak többek között a háztartási környezetben is ismert ruhamolyok, amelyek lárvái szövetekkel táplálkoznak, valamint néhány más, biológiai vagy ökológiai szempontból jelentős faj. Az öregcsalád rendszertani besorolása és fajgazdagsága miatt kiemelt figyelmet kap az entomológiai kutatásokban.

## Jellemzők
A fej általában durva felületű, és főként szőrszerű pikkelyek borítják. Pontszemek (ocelli) általában nincsenek, de néhány Eriocottidae és Psychidae fajnál előfordulnak. A csápok általában rövidebbek, mint az elülső szárny hossza; a scapus fésűs lehet, míg a flagellum általában fonalszerű, de néha az Eriocottidae, Acrolophidae és Psychidae hímjeinél, valamint az Arrhenophanidae nőstényeinél fésűs. Általában minden csápízhez egy sor karcsú pikkely tartozik, ritkán kettő. Ezek vagy körkörösen helyezkednek el az ízen, vagy csak a dorsális oldalon találhatók. A chaetosematák hiányoznak. A maxilláris tapogatók sok Tineidae faj és az Eriocottidae nemzetségbe tartozó Crepidochares esetében öt ízből állnak, míg másoknál négy ízből állnak, vagy teljesen hiányoznak. A labialis tapogatók általában három ízből állnak, és a második szegmens csúcsán és oldalain erős, felálló, fésűszerűen elrendezett pikkelyeket (sertéket) viselnek. Ezek hiányoznak az Arrhenophanidae és a legtöbb Acrolophidae és Psychidae esetében. Az elülső szárnyak mérsékelten szélesek, Rs4 erezetük általában a costális érnél vagy a szárny csúcsán végződik, míg a Psychidae, valamint a legtöbb Arrhenophanidae és Eriocottidae esetében a termen végződik. A potroh tergái nem viselnek tüskéket. A második potrohszelvény nem rendelkezik tergoszternális kapcsolódással. Tympanális szervek hiányoznak, kivéve a Tineidae család Harmocloninae alcsaládjában, ahol ezek a második szkleriten alakulnak ki.
A peték ovális alakúak, lapított típusúak, mikropilájuk tengelye párhuzamos vagy majdnem párhuzamos azzal a felülettel, amelyre lerakják őket. A chorion szerkezete viszonylag sima vagy finoman hálózatos. A petéket általában egyenként, az aljzaton kívül rakják le, bár néhány faj nagy számban, csoportosan helyezi el azokat. A hernyók gyakran csőben vagy mozgatható zsákban élnek. Minden fejlődési szakaszban teljesen kifejlett torlábakkal, valamint öt pár haslábbal rendelkeznek. A ventrális horgok egyszerű sorban, teljes körben vagy ellipszisben, illetve ezek egy részében helyezkednek el. A bábok részben fejletlenek, mozgatható mandibulákkal nem rendelkeznek. A testfüggelékeik eltérő mértékben simulnak a testhez. A potroh 36 mozgatható szelvényből áll. Általában maxilláris tapogatók is kialakulnak. A potrohon a tergák tüskéi általában sorokban, ritkábban csoportokban találhatók. Mielőtt a lepkék kibújnak, a báb részben kijut a kokonjából.

## Előfordulás és életmód
A valódi molyok főként trópusi területeken élnek, és táplálkozási szokásaik rendkívül változatosak. Nagyobb alcsaládjaikban szinte mindig találhatók olyan fajok, amelyek általánosan gombákkal vagy elhalt szerves anyagokkal (detritusszal) táplálkoznak, ami valószínűleg az eredeti táplálkozási szokásukat tükrözi.
Az Eriocottidae hernyói, amelyek főként az afrotropikus és orientális régiókban fordulnak elő, valószínűleg detritusszal, elhalt növényi anyagokkal vagy akár korhadó fában táplálkoznak. Az Acrolophidae csak az Újvilágban, főként a neotropikus térségben találhatók, és detritusszal, fűcsomókban, cukornádnövényekben vagy gombákban élnek. Egyes fajok még teknősök üregeiben is detritusszal és ürülékkel táplálkoznak.
A zsákmolyok világszerte elterjedtek, bár mintegy 90%-uk az Óvilágban él. Táplálkozásuk is változatos: zuzmókon, hangyafészkekben – ahol valószínűleg hulladékot fogyasztanak – vagy növényeken élnek. Az Arrhenophanidae fajok főként az Újvilágban fordulnak elő.

## Rendszertani felosztásuk
Az öregcsalád családjait két sorozatba vonják össze:
1. Tineiformes öt családdal:
- Acrolophidae
- Arrhenophanidae
- Eriocottidae
- Zsákhordó lepkefélék (Psychidae)
- Ruhamolyfélék (Tineidae)

2. Gracillariiformes három családdal:
- Legyezősmolyfélék (Douglasiidae)
- Bronzmolyfélék (Roeslerstammiidae)
- Csillogó molyfélék (Schreckensteiniidae)
- Keskeny szárnyú molyfélék (Gracillariidae)